# Agel
Agel – miejscowość i gmina we Francji, w regionie Oksytania, w departamencie Hérault. Przez miejscowość przepływa rzeka Cesse. 
Według danych na rok 1990 gminę zamieszkiwało 166 osób, a gęstość zaludnienia wynosiła 13 osób/km² (wśród 1545 gmin Langwedocji-Roussillon Agel plasuje się na 741. miejscu pod względem liczby ludności, natomiast pod względem powierzchni na miejscu 618.).